# Кларісса (Міннесота)
Кларісса (англ. Clarissa) — місто (англ. city) в США, в окрузі Тодд штату Міннесота. Населення — 661 особа (2020).

## Географія
Кларісса розташована за координатами 46°7′42″ пн. ш. 94°56′57″ зх. д. / 46.12833° пн. ш. 94.94917° зх. д. (46.128454, -94.949246).  За даними Бюро перепису населення США в 2010 році місто мало площу 2,60 км², уся площа — суходіл.

## Демографія
Згідно з переписом 2010 року, у місті мешкала 681 особа в 291 домогосподарстві у складі 160 родин. Густота населення становила 262 особи/км².  Було 323 помешкання (124/км²).
Расовий склад населення:
| - 98,2 % — білих - 0,4 % — чорних або афроамериканців - 0,1 % — азіатів |

До двох чи більше рас належало 1,2 %. Частка іспаномовних становила 0,7 % від усіх жителів.
За віковим діапазоном населення розподілялося таким чином: 19,8 % — особи молодші 18 років, 50,0 % — особи у віці 18—64 років, 30,2 % — особи у віці 65 років та старші. Медіана віку мешканця становила 50,1 року. На 100 осіб жіночої статі у місті припадало 93,5 чоловіків;  на 100 жінок у віці від 18 років та старших — 87,6 чоловіків також старших 18 років.
Середній дохід на одне домашнє господарство  становив 43 054 долари США (медіана — 34 750), а середній дохід на одну сім'ю — 55 451 долар (медіана — 55 000). За межею бідності перебувало 25,1 % осіб, у тому числі 29,2 % дітей у віці до 18 років та 19,1 % осіб у віці 65 років та старших.
Цивільне працевлаштоване населення становило 314 особи. Основні галузі зайнятості: освіта, охорона здоров'я та соціальна допомога — 29,6 %, виробництво — 25,8 %, роздрібна торгівля — 11,1 %, мистецтво, розваги та відпочинок — 7,6 %.